# Vanse
Vanse är en tätort i Farsunds kommun i Agder fylke i södra Norge. Orten ligger där fylkesväg 463 och fylkesväg 470 möter fylkesväg 43 och utgjorde tidigare centralort i dåvarande Lista kommun i Vest-Agder fylke.